# Харино (Кардымовский район)
Харино — деревня в Кардымовском районе Смоленской области России. Входит в состав Мольковского сельского поселения. Население — 3 жителя (2007 год). 
Расположена в центральной части области в 8 км к юго-западу от Кардымова, в 5 км южнее автодороги Р134 «Старая Смоленская дорога» Смоленск — Дорогобуж — Вязьма — Зубцов, на берегу реки Малый Вопец. В 3 км северо-восточнее деревни расположена железнодорожная станция Пересветово на линии Москва — Минск. 

## История
В годы Великой Отечественной войны деревня была оккупирована гитлеровскими войсками в августе 1941 года, освобождена в сентябре 1943 года.